# Cabana d'era de Can Codina
La Cabana d'era de Can Codina és una cabana de l'Esquirol (Osona) inclosa a l'Inventari del Patrimoni Arquitectònic de Catalunya.

## Descripció
Cabana de planta rectangular (12 x 6 m), coberta a dues vessants i amb el carener perpendicular a la façana, a migdia. Consta de planta i paller. La façana principal presenta un portal amb arc rodó elevat de pedra picada molt bonic i que està dividit per la meitat per una llinda de roure. La façana Oest és cega. La façana Nord presenta dues finestretes amb forjat a la planta baixa. La façana Est presenta un portal al paller, al qual s'accedeix mitjançant una rampa de pedra.

## Història
Sembla ser mot antiga (anterior a Can Codina) i s'havia anomenat Corral de Tresserres.
Apareix al "Nomenclator de la Provincia de Barcelona. Partido Judicial de Vich. 1860" com a casa de pagès i amb el nom de "Corral den Tresserra".